# Râul Soava
Râul Soava este un curs de apă, afluent al râului Leaotu. 

## Hărți
- Harta Județului Prahova